# Ніколає Добрін (стадіон)
Стадіон Ніколає Добрін — багатоцільовий стадіон у Пітешті, Румунія, названий у 2003 році на честь футболіста Ніколає Добріна (1947—2007). Здебільшого використовується для футбольних матчів і є домашнім полем ФК «Арджеш Пітешті».

## Історія
Стадіон вміщує 15 000 осіб, що робить його 18-м за величиною стадіоном у Румунії, однак найбільший натовп, який коли-небудь зареєстровано, становив 28 000 людей під час матчу Кубка європейських чемпіонів 1979—1980 між ФК «Арджеш» і «Ноттінгем Форест». Спочатку він називався «Стадіон 1 травня», але відразу після румунської революції 1989 року змінився просто на «Муніципальний стадіон». У 2002 році стадіон змінив назву на Ніколає Добрін.

## Важливі матчі
- 1964 — Перший матч: ФК Арджеш Пітешті 2–1 «Бонсусесо» Ріо-де-Жанейро
- 1966 — ФК Арджеш Пітешті 5–1 «Тулуза»
- 1972 — 1/8 Кубка європейських чемпіонів: ФК Арджеш Пітешті 2–1 «Реал» Мадрид
- 1978 — 1/8 Кубка УЄФА: ФК Арджеш Пітешті 2–1 «Валенсія»
- 1979 — Кубок європейських чемпіонів 1/16: ФК Арджеш Пітешті 3–0 «АЕК» Афіни
- 1979 — 1/8 Кубка європейських чемпіонів: ФК Арджеш Пітешті 1–2 «Ноттінгем Форест»
- 1999 — Ліга I: ФК Арджеш Пітешті 4–0 «Стяуа» Бухарест
- 2009 — Ліга I: ФК Арджеш Пітешть 5–2 «Динамо» Бухарест

## Галерея

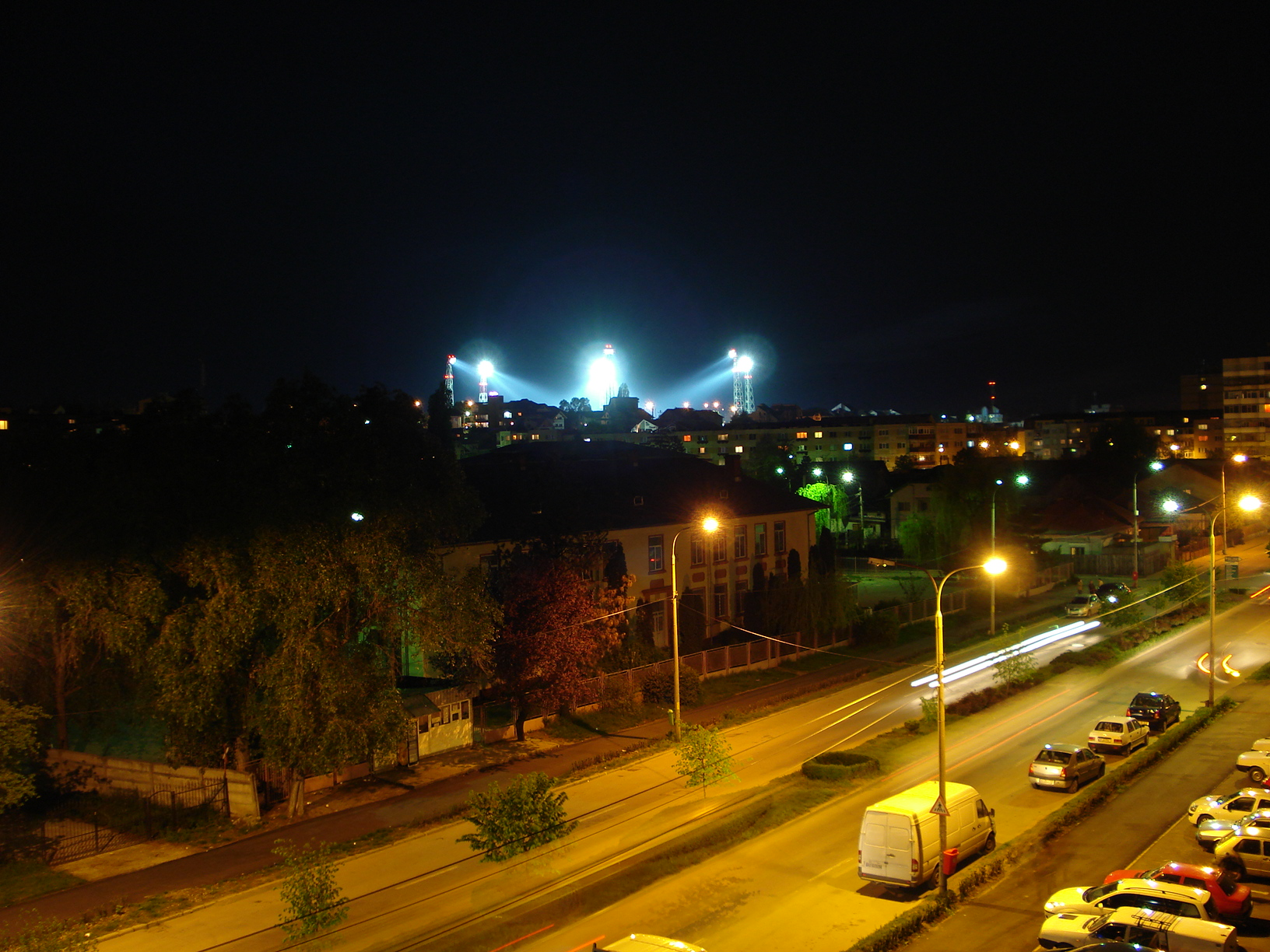
Стадіон «Ніколає Добрін» - увімкнено прожектори